# Bajana
La bajana (en occitan bajanac et parfois orthographiée badjana en français) est un plat traditionnel des Cévennes. Dans le département de l'Ardèche, cette soupe prend le nom de cousina.

## Historique
Autrefois, cette soupe étant la base de la nourriture l'hiver, elle était consommée avec des légumes en début d'hiver, mais en mars, avant l'arrivée des premiers légumes du jardin, elle était nature.

## Description
C'est une soupe confectionnée à base de châtaigne. Après le séchage de celles-ci (notamment dans des bâtiments appelés clèdes), on a obtenu des châtaignons blancs : ce sont eux qui sont mis à cuire au bouillon, traditionnellement dans la cheminée. Au moment de servir, on peut ajouter un nuage de lait.
Le châtaignon a une forte odeur de fumée, due à son mode de conservation. Pour ceux qui n'aiment pas trop, on peut les faire tremper 12 heures en changeant l'eau deux ou trois fois avant cuisson. On peut aussi cuire les châtaignons avec des légumes et les mixer ou pas. 